# Alessandra Mussolini

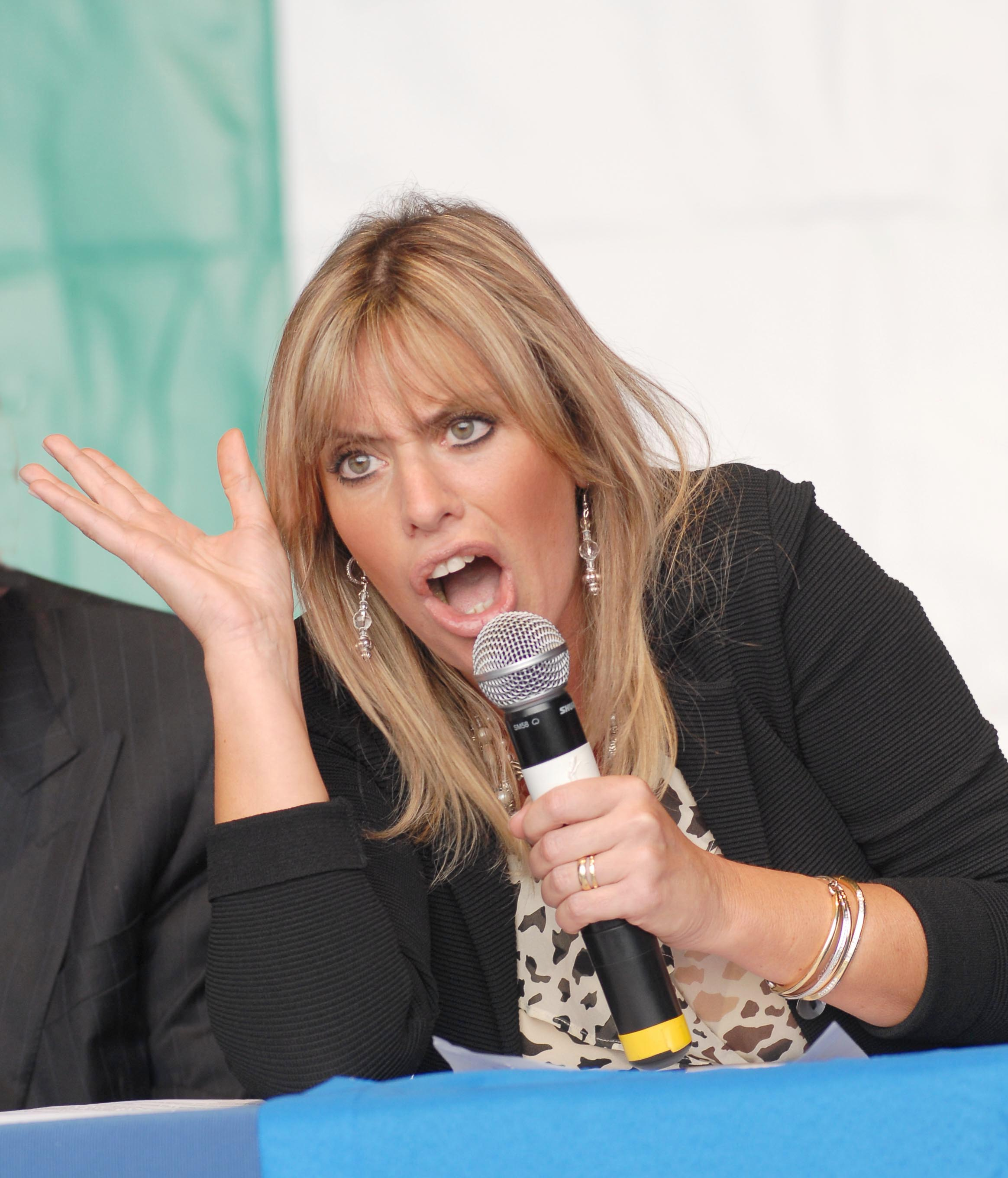
Alessandra Mussolini in 2007

Alessandra Mussolini (Rome, 30 december 1962) is een Italiaans politica.

## Levensloop
Mussolini is de dochter van Anna Maria Scicolone (zuster van actrice Sophia Loren) en Romano Mussolini, de zoon van Il Duce Benito Mussolini. Romano Mussolini hield zich altijd verre van de politiek en was jazzmuzikant en kunstschilder. Alessandra Mussolini studeerde geneeskunde en heelkunde. Voordat ze in de politiek ging, werkte ze als filmactrice en fotomodel. In augustus 1983 was ze te zien in de Italiaanse Playboy.
In 1992 werd ze voor de extreemrechtse Movimento Sociale Italiano (Italiaanse Sociale Beweging) in de Kamer van Afgevaardigden gekozen. Ze verzette zich in 1994 hevig tegen het opgaan van de MSI in de Alleanza Nazionale (waarvan naast de MSI ook andere rechtse groepen deel uitmaakten) maar legde zich er uiteindelijk bij neer.
Haar relatie met AN-partijleider Gianfranco Fini was altijd al slecht, maar bereikte in november 2003 een dieptepunt toen Fini, vicepremier, tijdens een staatsbezoek aan Israël verklaarde dat "fascisme een absoluut kwaad is" en zijn excuses aanbood voor de raciale, anti-Joodse wetgeving die Benito Mussolini in 1938 invoerde. Alessandra Mussolini reageerde hierop door te verklaren dat in haar ogen de executie en tentoonstelling van haar grootvaders lichaam in april 1945 een "absoluut kwaad" was en vervolgens stapte ze uit de AN en richtte Libertà di Azione ("Vrijheid van Actie") op. Deze onvervalste neofascistische partij sloot in 2004 een verkiezingsalliantie met twee andere extreemrechtse partijen, Forza Nuova en Fronte Sociale Nazionale. Deze alliantie, Alternativa Sociale ("Sociaal Alternatief"), behaalde bij de Europese verkiezingen van dat jaar 1,2% van de stemmen, goed voor één zetel in het Europees Parlement. Zij nam namens AS zitting in het Europees Parlement en werd onderdeel van de extreemrechtse fractie Identiteit, Traditie en Soevereiniteit.
In maart 2005 verbood een lokale rechtbank de AS om mee te doen aan de regionale verkiezingen van dat jaar, omdat men de AS verdacht van het verzamelen van valse handtekeningen. Alessandra Mussolini ging hierop in hongerstaking en stopte hier pas mee toen een hogere rechtbank de beslissing van de lokale rechtbank vernietigde.
In april 2006 zei ze dat wanneer Berlusconi (zittend premier) de Italiaanse parlementsverkiezingen zou winnen, hij haar tot vicepremier zou benoemen om zo het aantal vrouwen in zijn regering uit te breiden.
Op 8 november 2007 viel de extreemrechtse fractie ITS in het Europees Parlement uit elkaar na het vertrek van de vijf leden van de Partij van Groot-Roemenië na een dispuut met de Italiaanse neofascisten. Dit na een uitspraak van Alessandra Mussolini dat "Roemenen van criminaliteit een levenswijze maken". Ze verwees naar de moord op een vrouw door een Roemeense immigrant in Italië.
In maart 2009 maakte ze zich echter hard tegen een door de partij Lega Nord geïnspireerd wetsvoorstel van de regering-Berlusconi, dat artsen en leraren wilde verplichten om clandestiene immigranten aan te geven bij de politie. Mussolini verzamelde ruim honderd handtekeningen binnen de centrumrechtse coalitie tegen het voorstel en noemde het onmenselijk.

## Privé
Alessandra Mussolini is sinds 1989 getrouwd en heeft drie kinderen. Haar zoon Romano Floriani Mussolini (2003) is een professionele voetballer die sinds 2023 uitkomt voor SS Juve Stabia.

## Filmografie
- Bianco Rosso e (1972)
- Una Giornata particolare (1977)
- Il Caso Pupetta Maresca (televisiefilm, 1982)
- Il Tassinaro (1983)
- Qualcosa di biondo (1984)
- The Assisi Underground (1985)
- Ferragosto O.K. (televisiefilm, 1986)
- Noi uomini duri (1987)
- Vincere per Vincere (televisiefilm, 1988)
- Pupetta Maresca (televisiefilm, 1988)
- Sabato domenica e lunedì (televisiefilm, 1990)
- Derech L'Ein Harod, Ha (1990)
- The neo-fascist Trilogy II: In the Name of the Duce (1994)

## Verschijningen in tijdschriften (als model)
- Playboy Magazine Italia (augustus 1983)